# مارسيل لي بيكار
مارسيل لي بيكار (بالفرنسية: Marcel Le Picard)‏ هو مصور سينمائي فرنسي، ولد في 17 يناير 1887 في لو هافر في فرنسا، وتوفي في 25 مايو 1952 في لوس أنجلوس في الولايات المتحدة.

## وصلات خارجية
- مارسيل لي بيكار على موقع IMDb (الإنجليزية)
- مارسيل لي بيكار على موقع ألو سيني (الفرنسية)
- مارسيل لي بيكار على موقع أول موفي (الإنجليزية)
- مارسيل لي بيكار على موقع قاعدة بيانات الأفلام السويدية (السويدية)
- مارسيل لي بيكار على موقع قاعدة بيانات الفيلم (الإنجليزية)
- مارسيل لي بيكار على موقع كينوبويسك (الروسية)